# Harry Groener
Harry Groener, född 10 september 1951 i Augsburg i dåvarande Västtyskland (nuvarande Tyskland), är en amerikansk skådespelare och dansare. Han är bland annat känd för att ha spelat rollen som Borgmästare Wilkins i TV-serien Buffy och vampyrerna.
Groener, vars föräldrar arbetade som operasångerska och konsertpianist, kontorist och kompositör, föddes i den då västtyska staden Augsburg i förbundslandet Bayern, men emigrerade som tvååring tillsammans med sin familj till USA. Han var under sin tonårstid lärling vid San Francisco Ballet, samt studerade drama vid University of Washington.

## Filmografi (i urval)

### Filmer
- 1980 – Brubaker
- 1997 – Amistad
- 1998 – Dance with Me
- 1998 – Patch Adams
- 2002 – Road to Perdition
- 2002 – About Schmidt
- 2006 – Deception
- 2015 – The Atticus Institute
- 2016 – A Cure for Wellness
- 2018 – A Futile and Stupid Gesture
- 2018 – Delirium
- 2023 – Oppenheimer

### TV-serier
- 1985 – Remington Steele (TV-serie)
- 1987 – St. Elsewhere (TV-serie)
- 1988 – Matlock (TV-serie)
- 1990 – Star Trek: The Next Generation (TV-serie)
- 1991 – Quantum Leap (TV-serie)
- 1995 – I lagens namn (TV-serie)
- 1996 – Star Trek: Voyager (TV-serie)
- 1996 – Singel i stan (TV-serie)
- 1996–1997 – Galen i dig (TV-serie)
- 1997 – Tummen mitt i handen (TV-serie)
- 1997 – Just Shoot Me! (TV-serie)
- 1997 – Murphy Brown (TV-serie)
- 1998–2003 – Buffy och vampyrerna (TV-serie)
- 1998 – Amors pilar (TV-serie)
- 2000 – Profiler (TV-serie)
- 2000 – Singel i New York (TV-serie)
- 2000 – Förhäxad (TV-serie)
- 2000–2003 – Vita huset (TV-serie)
- 2001 – Tredje klotet från solen (TV-serie)
- 2001 – Boston Public (TV-serie)
- 2001 – King of the Hill (TV-serie)
- 2001 – The Drew Carey Show (TV-serie)
- 2001 – The Guardian (TV-serie)
- 2002 – Malcolm – Ett geni i familjen (TV-serie)
- 2002 – Se upp för Ellie (TV-serie)
- 2002 – Roswell (TV-serie)
- 2003–2006 – Las Vegas (TV-serie)
- 2004 – Inte helt perfekt (TV-serie)
- 2004 – Huff (TV-serie)
- 2005 – Monk (TV-serie)
- 2005 – Star Trek: Enterprise (TV-serie)
- 2005 – Medium (TV-serie)
- 2006 – Bones (TV-serie)
- 2006–2013 – How I Met Your Mother (TV-serie)
- 2007 – CSI: Crime Scene Investigation (TV-serie)
- 2009 – Breaking Bad (TV-serie)
- 2011 – Law & Order: LA (TV-serie)
- 2011 – The Middle (TV-serie)
- 2011 – Once Upon a Time (TV-serie)
- 2012 – Supernatural (TV-serie)
- 2013 – The Mentalist (TV-serie)
- 2014 – Major Crimes (TV-serie)
- 2017 – Ghosted (TV-serie)
- 2018 – Young Sheldon (TV-serie)
- 2018 – Disjointed (TV-serie)
- 2018 – Criminal Minds (TV-serie)
- 2018 – Modern Family (TV-serie)
- 2018 – The Rookie (TV-serie)
- 2018 – The Resident (TV-serie)
- 2022 – 9-1-1: Lone Star (TV-serie)
- 2023 – White House Plumbers (TV-serie)